# Styv spjutsporre
Styv spjutsporre (Kickxia commutata) är en grobladsväxtart som först beskrevs av Johann Jakob Bernhardi och Heinrich Gottlieb Ludwig Reichenbach, och fick sitt nu gällande namn av Karl Fritsch. Enligt Catalogue of Life ingår Styv spjutsporre i släktet spjutsporrar och familjen grobladsväxter, men enligt Dyntaxa är tillhörigheten istället släktet spjutsporrar och familjen grobladsväxter. Arten förekommer tillfälligt i Sverige, men reproducerar sig inte.

## Underarter
Arten delas in i följande underarter:
- K. c. commutata
- K. c. graeca